# 보르네오둥근잎박쥐
보르네오둥근잎박쥐(Hipposideros doriae)는 잎코박쥐과에 속하는 박쥐의 일종이다. 보르네오섬과 수마트라섬, 말레이반도에서 발견된다. 인도네시아]]의 토착종이다. Hipposideros sabanus은 이명이다.